# Кандійська війна (1645—1669)
П'ята османсько-венеційська війна 1645—1669 років, також відома як Критська війна (грец. Κρητικός Πόλεμος) та Кандійська війна (італ. Guerra di Candia) — одна з численних османсько-венеційських воєн, що призвела до вигнанням з Криту венеційців і встановленням над островом османського контролю.

## Передісторія
Крит був першою, належним чином організованою, заморської колонією Венеції. Колонія існувала з 1211 року, після того, як ця територія була відібрана у Візантійській імперії в результаті четвертого хрестового походу.
Венеція намагалася підтримувати хороші відносини з Османською імперією, проте лицарський орден Святого Йоана вважав своїм обов'язком воювати з сарацинами всюди, де виникала така можливість. Оскільки до середини XVII століття іоаніти були вже лише жалюгідною подобою того, чим вони були ще за 80 років до цього, то їх морські операції проти турків вже дедалі більше скидалися на звичайне піратство, ніж на благородну війну. Турецькі султани вважали відповідальною за дії християнських кораблів в східному Середземномор'ї саме Венецію, тому дії іоанітів постійно служили джерелом загострень між Венецією і Османською імперією.
На початку жовтня 1644 року ескадра мальтійських лицарів із 6 кораблів захопила багатий турецький корабель, на борту якого були колишній головний чорний євнух султанського гарему Сюнбюль-ага, що прямував у вигнання в Єгипет, кадій Мекки, близько 30 жінок з султанського гарему і низка інших високопоставлених прочан. Лицарі попливли зі своєю здобиччю на Крит, де висадилися в місці, що не охоронялось, на південному узбережжі, поповнили запаси води, проте незабаром з'явився місцевий венеційський чиновник, що наказав їм покинути це місце. Лицарі кілька разів спробували висадитися в різних портах острова, але кожен раз зустрічали категоричну відмову. Зрештою вони кинули турецьке судно і повернулися на Мальту.
У цей час турецький трон займав напівбожевільний султан Ібрагім I. Дізнавшись про долю судна, він прийшов в сказ, і наказав негайно вбити всіх християн в Османській імперії. Пізніше його переконали скасувати цей наказ, проте обстановка розпалювалася: деякі з турецьких моряків, які зуміли повернутися з Криту в Стамбул, повідали, що насправді лицарі залишалися на Криті протягом двадцяти днів, продаючи награбоване і поповнюючи запаси. На думку турків, це аж ніяк не було незначним порушенням договору про протидію піратству, і імперська рада ухвалила рішення про війну. Войовничу позицію зайняв фаворит султана Кінкі Хусейн, його підтримав і інший фаворит — Сілахдар Юсуф-ага. Сілахдар Юсуфа звели в ранг паші, зробили капудан-пашею і доручили йому ведення всіх наземних і морських операцій.

## Хід війни
Венеції нічого не залишалося робити, як продовжувати відстоювати свою невинність. Однак незабаром венеційські агенти повідомили, що на Босфорі готується величезний військовий флот, і незабаром стало ясно, що готується каральна акція дійсно страхітливих масштабів. Спочатку передбачалося, що флот буде спрямований на Мальту, і підтвердженням цьому послужила османська офіційна заява, що вийшла в березні 1645 року, проте венеційський бальї в Стамбулі повідомив про те, що це — всього лише хитрість, і насправді буде атакований Крит.
Коли стало відомо, що небезпека близька, уряд Венеційської республіки відправив генеральному проведітору Криту Андреа Корнеру спеціальну суму в 100 тисяч дукатів, армію в 2500 осіб, а також флот з 30 галер і двох галеасів. Було повідомлено, що на стадії підготовки знаходиться додатковий флот, який буде відправлений негайно. Проте, у Корнера було безнадійно мало можливостей для оборони острова, а часу було занадто мало.

### Початок війни
30 квітня турецький флот з 400 судів з 50 тисячами бійців пройшов через Дарданелли. Спочатку він, як і було оголошено, рушив до Мальти, минув Крит і зайшов в Наваринську бухту за припасами і підкріпленнями. Лише після його відплиття звідти 21 червня стало зрозуміло, що він прямує в інше місце. Через чотири дні турецька армія висадилася трохи на схід від Ханьї і рушила на місто. Почалася облога. Якби обіцяний венеційський флот прибув через тиждень-другий, то Ханью ще можна було б врятувати, проте моряки отримали наказ очікувати поблизу Дзантіїв прибуття об'єднаного флоту Тоскани, Неаполя, Мальти і Папської держави з 25 судів. Тим часом турки закріплювалися все міцніше. 22 серпня Ханья капітулювала. Розраховуючи демонстрацією великодушності спонукати до здачі та інші укріплені пункти, турки дозволили гарнізону покинути місто з піднятими прапорами. Кафедральний собор Ханьї був перетворений в головну мечеть міста, названу ім'ям султана; дві інші церкви також перетворилися в мечеті, причому одна з них була названа в честь Сілахдара Юсуф-паші.
Коли Сілахдар Юсуф-паша повернувся в Стамбул, то великий візир Султанзаде Мехмед-паша піддав його різкій критиці. Хоча султан Ібрагім, вислухавши аргументи обох сторін, мав намір зняти Султанзаде Мехмед-пашу з посади великого візира, але Сілахдар Юсуф-паша відмовившись повертатися на Крит (мотивуючи це тим, що зима — не час для ведення бойових дій, і що флот до них просто не готовий), накликав на себе султанський гнів і був страчений за непокору.
Об'єднаний християнський флот прибув в води Криту лише в середині вересня, і зробив дві спроби звільнити Ханью шляхом раптової атаки, але обидва рази був відкинутий назад штормами. Нарешті в жовтні учасники експедиції, що не відносилися до числа венеційців, оголосили про свій намір повернутися додому і залишили місце бойових дій.